# الساسي لعموري
الساسي لعموري سياسي جزائري، شغل منصب وزير الشؤون الدينية بحكومة سيفي الثانية.